# Усамљена ружа
„Усамљена ружа” је југословенски кратки филм из 1989. године. Режирао га је Зоран Маширевић који је написао и сценарио.

## Улоге
| Глумац            | Улога |
| ----------------- | ----- |
| Мира Бањац        |       |
| Светозар Удовички |       |